# Финал Кубка Стэнли 2025
Финал Кубка Стэнли 2025 — решающая серия розыгрыша плей-офф Кубка Стэнли в сезоне Национальной хоккейной лиги 2024/2025 годов. В финале принимали участие чемпионы Западной и Восточной конференций, «Эдмонтон Ойлерз» и «Флорида Пантерз» соответственно. Данная серия являлась повторением прошлогоднего финала Кубка Стэнли, тогда «Флорида Пантерз» одержали победу над «Эдмонтон Ойлерз» в семи матчах. Серия стартовала 4 июня на домашнем льду «Эдмонтона» и закончилась 17 июня на домашней арене «Флориды» Эмерант Банк-арена победой хоккеистов «Пантерз».

## Формат финала
Финальная серия состоит максимум из семи игр и ведётся до четырёх побед, в формате Д-Д-Г-Г-Д-Г-Д. В случае ничейного результата по итогам основного времени матча назначается 20-минутный овертайм в формате «пять на пять» до первой заброшенной шайбы. Количество овертаймов неограниченно.

## Путь к финалу

### «Эдмонтон Ойлерз»

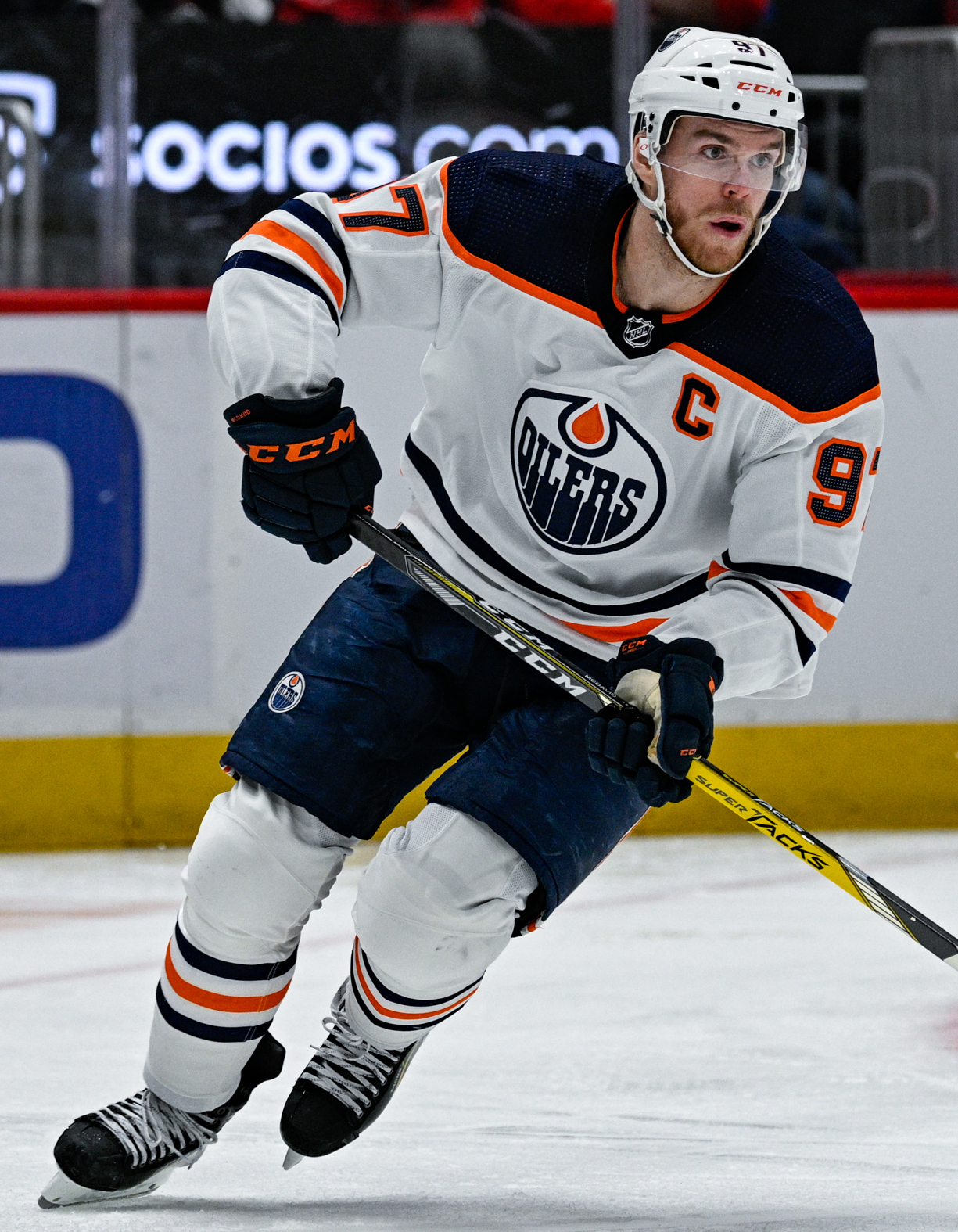
Капитан «Эдмонтон Ойлерз» Коннор Макдэвид, обладатель Конн Смайт Трофи прошлогоднего кубка Стэнли.

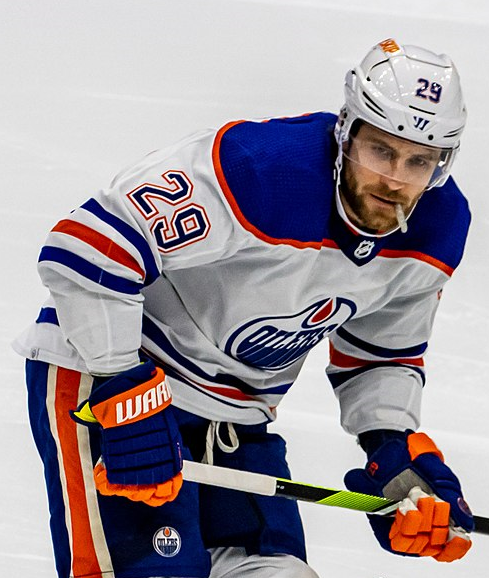
Нападающий «Эдмонтон Ойлерз» Леон Драйзайтль, обладатель Морис Ришар Трофи сезона НХЛ 2024/25.

По итогам регулярного чемпионата «Эдмонтон» со 101 очком занял 3-е место в Тихоокеанском дивизионе и 6-е в Западной конференции.
В первом раунде «Ойлерз» в шести матчах обыграли «Лос-Анджелес Кингз». Во втором раунде в пяти матчах были обыграны победители Тихоокеанского дивизиона в регулярном чемпионате «Вегас Голден Найтс», а в финале конференции в пяти матчах был обыгран «Даллас Старз».
Для «Эдмонтон Ойлерз» этот финал является девятым в истории клуба и вторым подряд.

### «Флорида Пантерз»

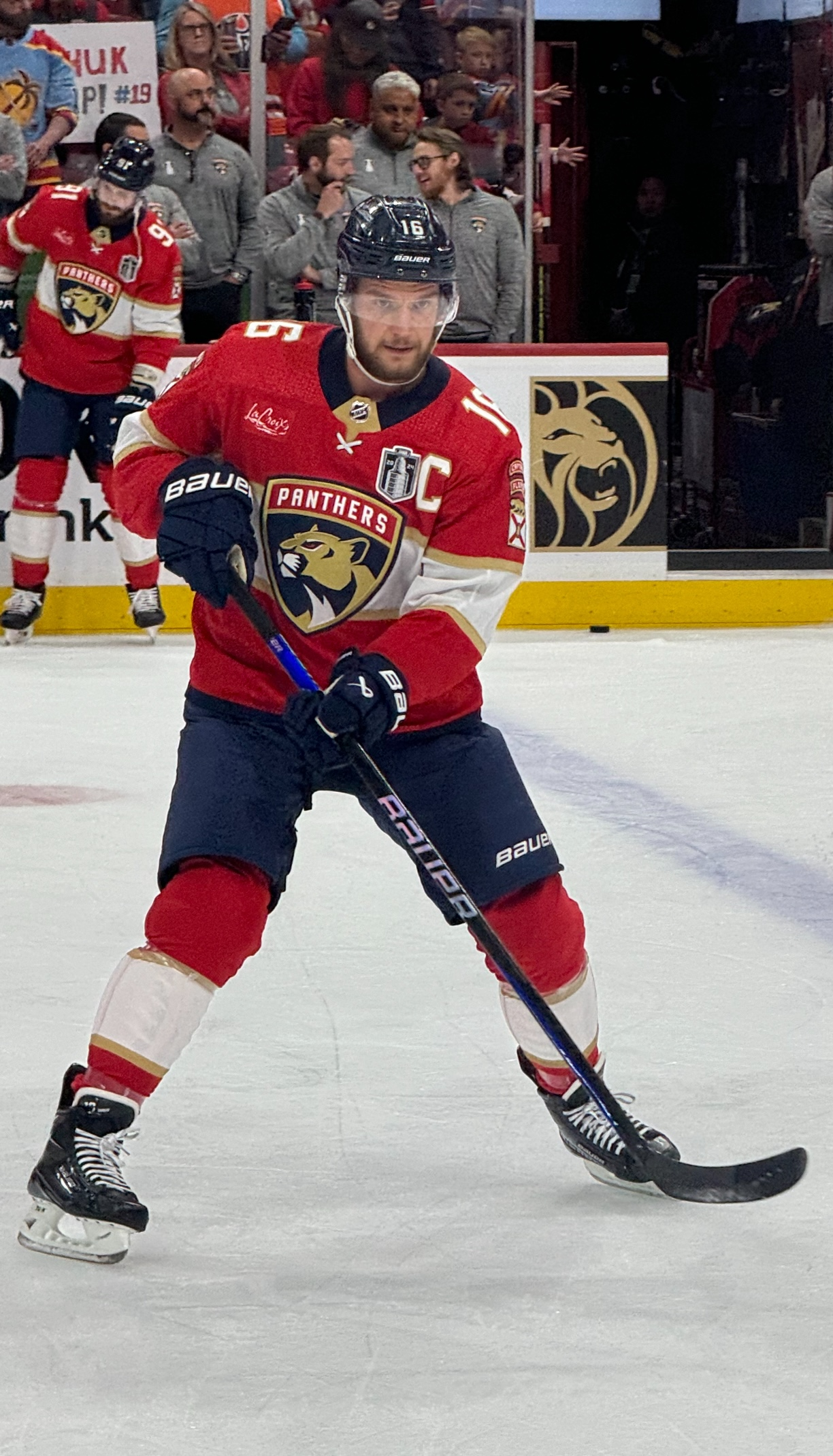
Капитан «Флориды Пантерз» Александр Барков, обладатель Фрэнк Дж. Селки Трофи сезона НХЛ 2024/25.

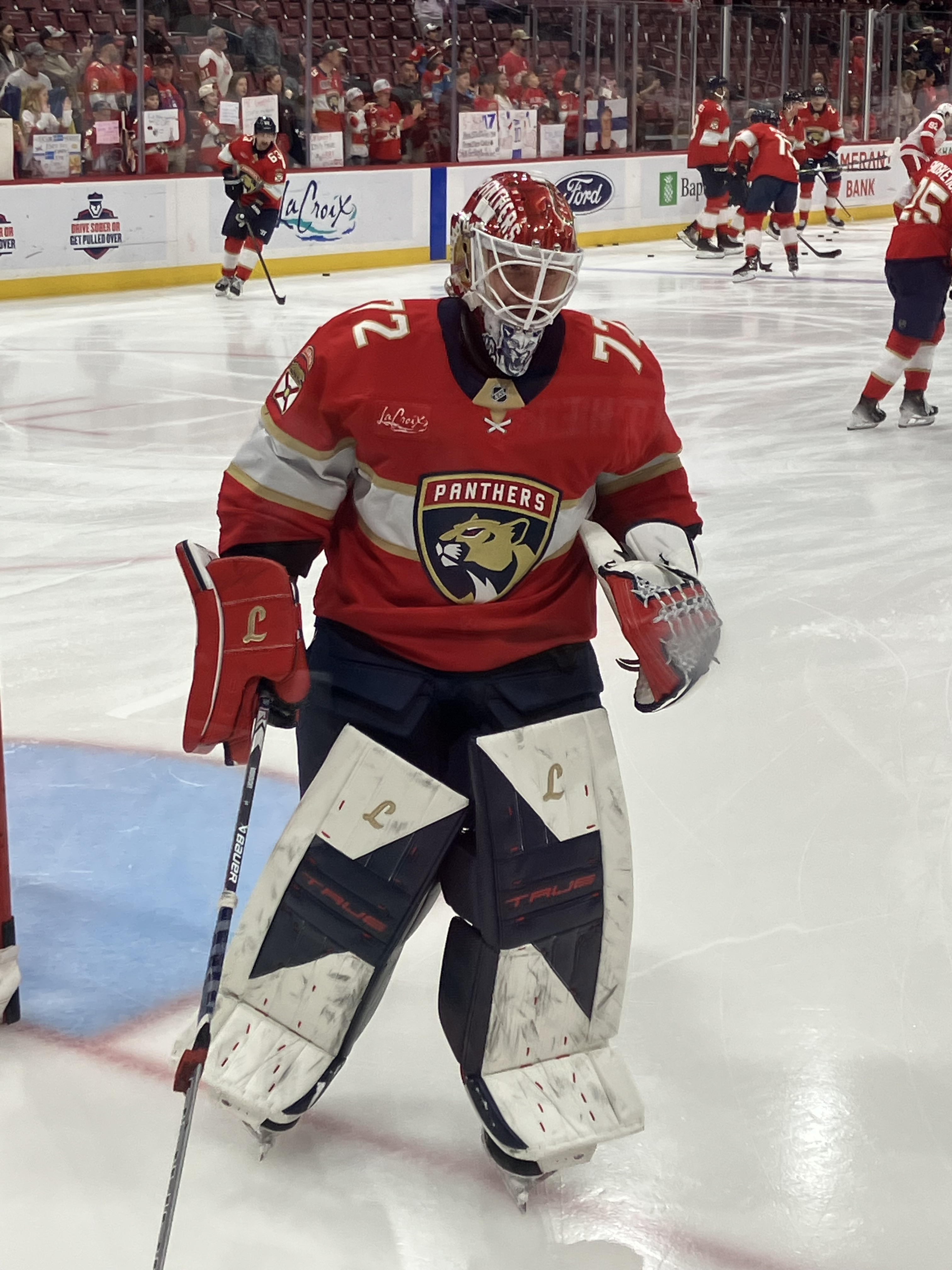
Голкипер «Флориды Пантерз» Сергей Бобровский, не пропустивший ни одного матча в плей-офф.

В регулярном чемпионате 2024/25 «Флорида» набрала 98 очков и заняла 3-е место в Атлантическом дивизионе и 5-е в Восточной конференции.
В первом раунде «Пантерз» в пяти матчах обыграли «Тампу-Бэй Лайтнинг». Во втором раунде в семи матчах были обыграны победители Атлантического дивизиона в регулярном чемпионате «Торонто Мейпл Лифс», а в финале конференции в пяти матчах была обыграна «Каролина Харрикейнз».
Для «Флориды Пантерз» этот финал является четвёртым в истории клуба и третьим подряд.

### Регулярный чемпионат

#### Результаты очных встреч
| 16 декабря 18:30 | Эдмонтон Ойлерз | 5 : 6 (1:2, 3:1, 1:3) | Флорида Пантерз | Роджерс Плэйс Зрителей: 18 347 |

| Отчёт | Отчёт                                                     | Отчёт | Отчёт             | Отчёт                                                                         |
| --- | --------------------------------------------------------- | --- | ----------------- | ----------------------------------------------------------------------------- |
| |                                                           | |                   |                                                                               |
| | Стюарт Скиннер                                            | Вратари | Сергей Бобровский | Судьи: Келли Сазерленд Франсис Шаррон Линейные судьи: Брэд Ковачик Девин Берг |
| | Голы:                                                     | |                   | Судьи: Келли Сазерленд Франсис Шаррон Линейные судьи: Брэд Ковачик Девин Берг |
| Зак Хайман — 15:13 (К. Макдэвид, Э. Бушар) Зак Хайман — 26:20 (К. Макдэвид, Л. Драйзайтль) Коннор Браун — 27:03 (К. Перри) Леон Драйзайтль (бол.) — 29:24 (К. Макдэвид, М. Экхольм) Каспери Капанен — 48:02 (Б. Кулак) | 0 : 1 : 1 1 : 2 : 2 3 : 2 4 : 2 4 : 3 4 : 4 : 5 : 5 5 : 6 | 02:42 — Йеспер Боквист (мен.) 19:32 — Мэттью Ткачук (бол.) (К. Верхеги, С. Райнхарт) 37:55 — Густав Форслинг (А. Лунделль, А. Экблад) 46:53 — Нико Миккола (А. Лунделль, Э. Луостаринен) 47:23 — Сэм Райнхарт 53:05 — Картер Верхеги (С. Беннетт, Н. Миккола) |                   | Судьи: Келли Сазерленд Франсис Шаррон Линейные судьи: Брэд Ковачик Девин Берг |
| |                                                           | |                   | Судьи: Келли Сазерленд Франсис Шаррон Линейные судьи: Брэд Ковачик Девин Берг |
| |                                                           | |                   | Судьи: Келли Сазерленд Франсис Шаррон Линейные судьи: Брэд Ковачик Девин Берг |
| |                                                           | |                   | Судьи: Келли Сазерленд Франсис Шаррон Линейные судьи: Брэд Ковачик Девин Берг |
| 13 мин | Штраф                                                     | 11 мин |                   | Судьи: Келли Сазерленд Франсис Шаррон Линейные судьи: Брэд Ковачик Девин Берг |
| |                                                           | |                   |                                                                               |
| | 30                                                        | Броски | 28                |                                                                               |

| 27 февраля 19:00 | Флорида Пантерз | 4 : 3 (1:1, 1:1, 2:1) | Эдмонтон Ойлерз | Эмерант Банк-арена Зрителей: 19 456 |

| Отчёт | Отчёт                                     | Отчёт | Отчёт          | Отчёт                                                                |
| --- | ----------------------------------------- | --- | -------------- | -------------------------------------------------------------------- |
| |                                           | |                |                                                                      |
| | Сергей Бобровский                         | Вратари | Стюарт Скиннер | Судьи: Крис Руни Эрик Фурлатт Линейные судьи: Марк Шевчик Эндрю Смит |
| | Голы:                                     | |                | Судьи: Крис Руни Эрик Фурлатт Линейные судьи: Марк Шевчик Эндрю Смит |
| Увис Балинскис — 12:28 (А. Лунделль) Антон Лунделль — 35:30 (А. Экблад) Нэйт Шмидт — 51:08 (Э. Дж. Грир) Картер Верхеги — 53:51 (С. Райнхарт, А. Экблад) | 1 : 0 1 : 1 2 : 1 2 : 2 3 : 2 4 : 2 4 : 3 | 14:41 — Бретт Кулак (В. Подколзин, Й. Клингберг) 37:30 — Леон Драйзайтль (Й. Клингберг) 56:35 — Зак Хайман (К. Макдэвид, М. Экхольм) |                | Судьи: Крис Руни Эрик Фурлатт Линейные судьи: Марк Шевчик Эндрю Смит |
| |                                           | |                | Судьи: Крис Руни Эрик Фурлатт Линейные судьи: Марк Шевчик Эндрю Смит |
| |                                           | |                | Судьи: Крис Руни Эрик Фурлатт Линейные судьи: Марк Шевчик Эндрю Смит |
| |                                           | |                | Судьи: Крис Руни Эрик Фурлатт Линейные судьи: Марк Шевчик Эндрю Смит |
| 9 мин | Штраф                                     | 17 мин |                | Судьи: Крис Руни Эрик Фурлатт Линейные судьи: Марк Шевчик Эндрю Смит |
| |                                           | |                |                                                                      |
| | 36                                        | Броски | 27             |                                                                      |

##### Турнирное положение
| М | Команда                | И  | В  | ВО | ВОО | П  | ПО | ШЗ  | ШП  | РШ | %    | Очки |
| - | ---------------------- | -- | -- | -- | --- | -- | -- | --- | --- | -- | ---- | ---- |
| 1 | z — Вашингтон Кэпиталз | 82 | 51 | 43 | 49  | 22 | 9  | 288 | 232 | 56 | .677 | 111  |
| 2 | Каролина Харрикейнз    | 82 | 47 | 42 | 47  | 30 | 5  | 266 | 233 | 33 | .604 | 99   |
| 3 | Нью-Джерси Девилз      | 82 | 42 | 36 | 40  | 33 | 7  | 242 | 222 | 20 | .555 | 91   |

| М | Команда                | И  | В  | ВО | ВОО | П  | ПО | ШЗ  | ШП  | РШ | %    | Очки |
| - | ---------------------- | -- | -- | -- | --- | -- | -- | --- | --- | -- | ---- | ---- |
| 1 | y — Торонто Мейпл Лифс | 82 | 52 | 41 | 51  | 26 | 4  | 268 | 231 | 37 | .659 | 108  |
| 2 | Тампа-Бэй Лайтнинг     | 82 | 47 | 41 | 45  | 28 | 7  | 294 | 219 | 75 | .622 | 102  |
| 3 | Флорида Пантерз        | 82 | 47 | 37 | 41  | 31 | 4  | 252 | 223 | 29 | .598 | 98   |

| М  | Команда              | Див | И  | В  | ВО | ВОО | П  | ПО | ШЗ  | ШП  | РШ  | %    | Очки |
| -- | -------------------- | --- | -- | -- | -- | --- | -- | -- | --- | --- | --- | ---- | ---- |
| 1  | Оттава Сенаторз      | А   | 82 | 45 | 35 | 44  | 30 | 7  | 243 | 234 | 9   | .591 | 97   |
| 2  | Монреаль Канадиенс   | А   | 82 | 40 | 30 | 38  | 31 | 11 | 245 | 265 | -20 | .555 | 91   |
|    |                      |     |    |    |    |     |    |    |     |     |     |      |      |
| 3  | Коламбус Блю Джекетс | С   | 82 | 40 | 30 | 34  | 33 | 9  | 273 | 268 | 5   | .543 | 89   |
| 4  | Детройт Ред Уингз    | А   | 82 | 39 | 30 | 36  | 35 | 8  | 238 | 259 | -21 | .524 | 86   |
| 5  | Нью-Йорк Рейнджерс   | С   | 82 | 39 | 35 | 38  | 36 | 7  | 256 | 255 | 1   | .518 | 85   |
| 6  | Нью-Йорк Айлендерс   | С   | 82 | 35 | 28 | 33  | 35 | 12 | 224 | 260 | -36 | .500 | 82   |
| 7  | Питтсбург Пингвинз   | С   | 82 | 34 | 24 | 33  | 36 | 12 | 243 | 293 | -50 | .488 | 80   |
| 8  | Баффало Сейбрз       | А   | 82 | 36 | 29 | 32  | 39 | 7  | 269 | 289 | -20 | .482 | 79   |
| 9  | Бостон Брюинз        | А   | 82 | 33 | 26 | 33  | 39 | 10 | 222 | 272 | -50 | .463 | 76   |
| 10 | Филадельфия Флайерз  | С   | 82 | 33 | 21 | 27  | 39 | 10 | 238 | 286 | -48 | .463 | 76   |

| М | Команда            | И  | В  | ВО | ВОО | П  | ПО | ШЗ  | ШП  | РШ | %    | Очки |
| - | ------------------ | -- | -- | -- | --- | -- | -- | --- | --- | -- | ---- | ---- |
| 1 | р — Виннипег Джетс | 82 | 56 | 43 | 54  | 22 | 4  | 277 | 191 | 86 | .707 | 116  |
| 2 | Даллас Старз       | 82 | 50 | 41 | 48  | 26 | 6  | 277 | 224 | 53 | .646 | 106  |
| 3 | Колорадо Эвеланш   | 82 | 49 | 40 | 45  | 29 | 4  | 277 | 234 | 43 | .622 | 102  |

| М | Команда                | И  | В  | ВО | ВОО | П  | ПО | ШЗ  | ШП  | РШ | %    | Очки |
| - | ---------------------- | -- | -- | -- | --- | -- | -- | --- | --- | -- | ---- | ---- |
| 1 | y — Вегас Голден Найтс | 82 | 50 | 46 | 49  | 22 | 10 | 275 | 219 | 56 | .671 | 110  |
| 2 | Лос-Анджелес Кингз     | 82 | 48 | 43 | 47  | 25 | 9  | 250 | 206 | 44 | .640 | 105  |
| 3 | Эдмонтон Ойлерз        | 82 | 48 | 36 | 48  | 29 | 5  | 259 | 236 | 23 | .616 | 101  |

| М  | Команда           | Див | И  | В  | ВО | ВОО | П  | ПО | ШЗ  | ШП  | РШ   | %    | Очки |
| -- | ----------------- | --- | -- | -- | -- | --- | -- | -- | --- | --- | ---- | ---- | ---- |
| 1  | Миннесота Уайлд   | Ц   | 82 | 45 | 33 | 42  | 30 | 7  | 228 | 239 | -11  | .591 | 97   |
| 2  | Сент-Луис Блюз    | Ц   | 82 | 44 | 32 | 40  | 30 | 8  | 254 | 233 | 21   | .585 | 96   |
|    |                   |     |    |    |    |     |    |    |     |     |      |      |      |
| 3  | Калгари Флэймз    | Т   | 82 | 41 | 31 | 36  | 27 | 14 | 225 | 238 | -13  | .585 | 96   |
| 4  | Ванкувер Кэнакс   | Т   | 82 | 38 | 28 | 35  | 30 | 14 | 236 | 253 | -17  | .549 | 90   |
| 5  | Юта               | Ц   | 82 | 38 | 30 | 37  | 31 | 13 | 241 | 251 | -10  | .543 | 89   |
| 6  | Анахайм Дакс      | Т   | 82 | 35 | 24 | 31  | 37 | 10 | 221 | 263 | -42  | .488 | 80   |
| 7  | Сиэтл Кракен      | Т   | 82 | 35 | 28 | 33  | 41 | 6  | 247 | 265 | -18  | .463 | 76   |
| 8  | Нэшвилл Предаторз | Ц   | 82 | 30 | 24 | 28  | 44 | 8  | 214 | 274 | -60  | .415 | 68   |
| 9  | Чикаго Блэкхокс   | Ц   | 82 | 25 | 20 | 23  | 46 | 11 | 226 | 296 | -70  | .372 | 61   |
| 10 | Сан-Хосе Шаркс    | Т   | 82 | 20 | 14 | 18  | 50 | 12 | 210 | 315 | -105 | .317 | 52   |

### Плей-офф
| Стадия            | Соперник | Соперник             | Общий счёт | Результаты игр                    |
| ----------------- | -------- | -------------------- | ---------- | --------------------------------- |
| 1-й раунд         | Т2       | «Лос-Анджелес Кингз» | 4 − 2      | 5:6, 2:6, 7:4, 4:3 (ОТ), 3:1, 6:4 |
| 2-й раунд         | Т1       | «Вегас Голден Найтс» | 4 − 1      | 4:2, 5:4 (ОТ), 3:4, 3:0, 1:0 (ОТ) |
| финал конференции | Ц2       | «Даллас Старз»       | 4 − 1      | 3:6, 3:0, 6:1, 4:1, 6:3           |

| Стадия            | Соперник | Соперник              | Общий счёт | Результаты игр                         |
| ----------------- | -------- | --------------------- | ---------- | -------------------------------------- |
| 1-й раунд         | А2       | «Тампа-Бэй Лайтнинг»  | 4 − 1      | 6:2, 2:0, 1:5, 4:2, 6:3                |
| 2-й раунд         | А1       | «Торонто Мейпл Лифс»  | 4 − 3      | 4:5, 3:4, 5:4 (ОТ), 2:0, 6:1, 0:2, 6:1 |
| финал конференции | С2       | «Каролина Харрикейнз» | 4 − 1      | 5:2, 5:0, 6:2, 0:3, 5:3                |

## Арены
| Эдмонтон            | Роджерс Плэйс Эмерант Банк-аренаАрены финала Кубка Стэнли 2025 | Санрайз             |
| Роджерс Плэйс       | Роджерс Плэйс Эмерант Банк-аренаАрены финала Кубка Стэнли 2025 | Эмерант Банк-арена  |
| Вместимость: 18 347 | Роджерс Плэйс Эмерант Банк-аренаАрены финала Кубка Стэнли 2025 | Вместимость: 19 250 |
|                     | Роджерс Плэйс Эмерант Банк-аренаАрены финала Кубка Стэнли 2025 |                     |

«Роджерс Плэйс» является домашней площадкой «Эдмонтона», на хоккейных матчах может вмещать 18 347 зрителей.
Домашняя площадка «Флориды» «Эмерант Банк-арена». Официальная вместимость арены на хоккейных матчах составляет 19 250 зрителей.
Обе арены принимали матчи прошлогоднего финала Кубка Стэнли.

## Ход серии
Североамериканское восточное время (UTC-4).

### Матч № 1
| 4 июня 20:00 | Эдмонтон Ойлерз | 4 : 3 (ОТ) (1:2, 1:1, 1:0, 1:0) | Флорида Пантерз | Роджерс Плэйс Зрителей: 18 347 |

| Отчёт | Отчёт                                   | Отчёт | Отчёт             | Отчёт                                                                     |
| --- | --------------------------------------- | --- | ----------------- | ------------------------------------------------------------------------- |
| |                                         | |                   |                                                                           |
| | Стюарт Скиннер                          | Вратари | Сергей Бобровский | Судьи: Франсис Шаррон Уэс Макколи Линейные судьи: Скотт Черри Трент Кнорр |
| | Голы:                                   | |                   | Судьи: Франсис Шаррон Уэс Макколи Линейные судьи: Скотт Черри Трент Кнорр |
| Леон Драйзайтль — 01:06 (К. Капанен, Дж. Уолман) Виктор Арвидссон — 23:17 (В. Подколзин, Э. Бушар) Маттиас Экхольм — 46:33 (К. Макдэвид, К. Капанен) Леон Драйзайтль (бол.) — 79:29 (К. Макдэвид, К. Перри) | 1 : 0 1 : 1 : 2 1 : 3 2 : 3 3 : 3 4 : 3 | 10:49 — Сэм Беннетт (К. Верхеги, М. Ткачук) 12:30 — Брэд Маршан (бол.) (Н. Шмидт, Э. Родригес) 22:00 — Сэм Беннетт (Н. Шмидт, К. Верхеги) |                   | Судьи: Франсис Шаррон Уэс Макколи Линейные судьи: Скотт Черри Трент Кнорр |
| |                                         | |                   | Судьи: Франсис Шаррон Уэс Макколи Линейные судьи: Скотт Черри Трент Кнорр |
| |                                         | |                   | Судьи: Франсис Шаррон Уэс Макколи Линейные судьи: Скотт Черри Трент Кнорр |
| |                                         | |                   | Судьи: Франсис Шаррон Уэс Макколи Линейные судьи: Скотт Черри Трент Кнорр |
| 6 мин | Штраф                                   | 8 мин |                   | Судьи: Франсис Шаррон Уэс Макколи Линейные судьи: Скотт Черри Трент Кнорр |
| |                                         | |                   |                                                                           |
| | 46                                      | Броски | 32                |                                                                           |

Счёт в матче уже на первой минуте открыл нападающий «Ойлерз» Леон Драйзайтль. Однако уже в середине первого периода «пантерам» сначала удалось сравнять счёт в матче, благодаря усилиям лучшего снайпера текущего плей-офф Сэма Беннетта. Заброшенную «Флоридой» шайбу попытался оспорить тренерский штаб «Эдмонтона», поводом для взятия «челленджа» на просмотр судейской бригадой видеоповтора стало вмешательство полевым игроком в игру вратаря, запрос на отмену забитого гола был отклонён, тем самым «пантеры» получили право на игру в большинстве. «Флориде» удалось реализовать это численное преимущество и выйти вперёд в матче, шайбу забросил нападающий Брэд Маршан. В начале второго периода всё тот же Сэм Беннетт сделал счёт в матче 3:1 в пользу «Пантерз», укрепив своё лидерство в списке лучших снайперов плей-офф (12 гол), но уже через минуту «Эдмонтон» вновь сократил своё отставание до одной шайбы, благодаря точному броску шведского форварда Виктора Арвидссона. В начале третьего периода «нефтяникам» удалось сравнять счёт в матче, шайбу забросил защитник Маттиас Экхольм. До конца основного времени матча ни одной из команд не удалось забить гол в ворота соперника и матч перешёл в овертайм. В конце первого овертайма нападающий «Флориды» Томаш Носек неудачно выбросил шайбу из своей зоны за пределы площадки и получил 2 минуты штрафа за задержку игры. Именно этим удалением, за полминуты до конца первого овертайма, удалось воспользоваться хоккеистам «Ойлерз», дубль оформил немецкий нападающий «нефтяников» Леон Драйзайтль. Итоговый счёт матча — 4:3 в пользу «Эдмонтона» и 1:0 в серии.

### Матч № 2
| 6 июня 20:00 | Эдмонтон Ойлерз | 4 : 5 (2ОТ) (3:2, 0:2, 1:0, 0:0, 0:1) | Флорида Пантерз | Роджерс Плэйс Зрителей: 18 347 |

| Отчёт | Отчёт                                           | Отчёт | Отчёт             | Отчёт                                                              |
| --- | ----------------------------------------------- | --- | ----------------- | ------------------------------------------------------------------ |
| |                                                 | |                   |                                                                    |
| | Стюарт Скиннер                                  | Вратари | Сергей Бобровский | Судьи: Крис Руни Жан Эбер Линейные судьи: Девин Берг Райан Гиббонс |
| | Голы:                                           | |                   | Судьи: Крис Руни Жан Эбер Линейные судьи: Девин Берг Райан Гиббонс |
| Эвандер Кейн — 07:39 (В. Арвидссон, Э. Бушар) Эван Бушар — 09:19 (К. Макдэвид, Л. Драйзайтль) Леон Драйзайтль (бол.) — 12:37 (К. Макдэвид, Э. Бушар) Кори Перри — 59:42 (Дж. Уолман, К. Макдэвид) | 0 : 1 : 1 2 : 1 2 : 2 3 : 2 3 : 3 : 4 : 4 4 : 5 | 02:07 — Сэм Беннетт (бол.) (Н. Шмидт, Э. Родригес) 11:37 — Сет Джонс (Э. Луостаринен, Н. Шмидт) 28:23 — Дмитрий Куликов (К. Верхеги, С. Джонс) 32:09 — Брэд Маршан (мен.) (А. Лунделль) 88:05 — Брэд Маршан (А. Лунделль) |                   | Судьи: Крис Руни Жан Эбер Линейные судьи: Девин Берг Райан Гиббонс |
| |                                                 | |                   | Судьи: Крис Руни Жан Эбер Линейные судьи: Девин Берг Райан Гиббонс |
| |                                                 | |                   | Судьи: Крис Руни Жан Эбер Линейные судьи: Девин Берг Райан Гиббонс |
| |                                                 | |                   | Судьи: Крис Руни Жан Эбер Линейные судьи: Девин Берг Райан Гиббонс |
| 12 мин | Штраф                                           | 16 мин |                   | Судьи: Крис Руни Жан Эбер Линейные судьи: Девин Берг Райан Гиббонс |
| |                                                 | |                   |                                                                    |
| | 46                                              | Броски | 42                |                                                                    |

Второй матч серии начался с удаления, на 37 секунде на скамейку штрафников, за игру высоко поднятой клюшкой, отправился нападающий «Эдмонтона» Эвандер Кейн. Это позволило «Пантерз» выйти вперёд в матче, на второй минуте отличился лучший снайпер плей-офф Сэм Беннетт, забив свой 13-й гол. Уже через пять минут хоккеистам «Ойлерз» удалось сравнять счёт благодаря усилиям Эвандера Кейна, а затем, ещё через полторы минуты и вовсе выйти вперёд в матче, отличился защитник Эван Бушар. Спустя две минуты счёт вновь стал равным, гол забил защитник Флориды Сет Джонс. Вскоре после второго забитого гола «пантер» на площадке возникла потасовка, в ходе которой были удалены нападающие «Пантерз» Сэм Беннетт и Мэттью Ткачук, а в составе «Ойлерз» на скамейку штрафников отправился форвард Трент Фредерик. В результате хоккеисты «Флориды» остались в меньшинстве, этим смогли воспользоваться хоккеисты «Эдмонтона», тем самым очередной раз выйдя вперёд в счёте, гол забил нападающий Леон Драйзайтль. Второй период, в основном, прошёл под преимуществом «Пантерз». Результатом этого преимущества стало два забитых гола, сначала точным броском с синей линии отметился защитник Дмитрий Куликов, а спустя 4 минуты, в меньшинстве, выход один на один с голкипером реализовал нападающий Брэд Маршан — 4:3 в пользу «Флориды». В конце третьего периода тренерским штабом «Ойлерз» было принято решение выпустить шестого полевого игрока вместо вратаря. Это помогло «нефтяникам» сравнять счёт в матче и перевести игру в овертайм, за 18 секунд до конца основного времени отличился нападающий Кори Перри. Несмотря на ряд созданных шансов для забитого гола в первом овертайме, ни одной из команд не удалось распечатать ворота противника и встреча перешла во второй овертайм. На восьмой минуте второго овертайма, защитник «Ойлерз» Маттиас Экхольм неудачно бросил по воротам «Пантерз» с района левого круга вбрасывания, шайба отлетела от борта, расположенного за воротами, прямиком на клюшку нападающему «Флориды» Антону Лунделлю, который, в свою очередь, выдал передачу на выход один на один Брэду Маршану, канадский нападающий переиграл голкипера «Эдмонтона» Стюарта Скиннера и принёс победу в матче своей команде. Итоговый счёт матча — 5:4 в пользу «Флориды» и 1:1 в серии.

### Матч № 3
| 9 июня 20:00 | Флорида Пантерз | 6 : 1 (2:0, 2:1, 2:0) | Эдмонтон Ойлерз | Эмерант Банк-арена Зрителей: 19 863 |

| Отчёт | Отчёт                                     | Отчёт                                            | Отчёт                                                    | Отчёт                                                                     |
| --- | ----------------------------------------- | ------------------------------------------------ | -------------------------------------------------------- | ------------------------------------------------------------------------- |
| |                                           |                                                  |                                                          |                                                                           |
| | Сергей Бобровский                         | Вратари                                          | 00:00-43:27 — Стюарт Скиннер 43:27-60:00 — Кэлвин Пикард | Судьи: Франсис Шаррон Уэс Макколи Линейные судьи: Скотт Черри Трент Кнорр |
| | Голы:                                     |                                                  |                                                          | Судьи: Франсис Шаррон Уэс Макколи Линейные судьи: Скотт Черри Трент Кнорр |
| Брэд Маршан — 00:56 (А. Лунделль, Э. Луостаринен) Картер Верхеги (бол.) — 17:45 (Э. Родригес, Н. Шмидт) Сэм Райнхарт — 23:00 (К. Верхеги) Сэм Беннетт — 27:26 (Э. Луостаринен) Аарон Экблад (бол.) — 43:27 (С. Райнхарт, М. Ткачук) Эван Родригес (бол.) — 56:10 (Н. Миккола, Г. Форслинг) | 1 : 0 2 : 0 2 : 1 3 : 1 4 : 1 5 : 1 6 : 1 | 21:40 — Кори Перри (бол.) (Э. Бушар, М. Экхольм) |                                                          | Судьи: Франсис Шаррон Уэс Макколи Линейные судьи: Скотт Черри Трент Кнорр |
| |                                           |                                                  |                                                          | Судьи: Франсис Шаррон Уэс Макколи Линейные судьи: Скотт Черри Трент Кнорр |
| |                                           |                                                  |                                                          | Судьи: Франсис Шаррон Уэс Макколи Линейные судьи: Скотт Черри Трент Кнорр |
| |                                           |                                                  |                                                          | Судьи: Франсис Шаррон Уэс Макколи Линейные судьи: Скотт Черри Трент Кнорр |
| 55 мин | Штраф                                     | 85 мин                                           |                                                          | Судьи: Франсис Шаррон Уэс Макколи Линейные судьи: Скотт Черри Трент Кнорр |
| |                                           |                                                  |                                                          |                                                                           |
| | 31                                        | Броски                                           | 33                                                       |                                                                           |

На 56-й секунде матча счёт открыл нападающий «Флориды» Брэд Маршан, а в конце первого периода Картер Верхеги реализовал большинство после удаления игрока «Ойлерз» Виктора Арвидссона, сделав счёт 2:0. В самом начале второго периода «нефтяникам» удалось сократить отставание в счёте, нападающий Кори Перри смог реализовать численное преимущество. Однако уже через полторы минуты «пантеры» вернули преимущество в счёте в две шайбы благодаря усилиям нападающего Сэма Райнхарта. Ещё через четыре минуты счёт в матче стал 4:1, свой 14 гол в текущем плей-офф забросил форвард «Пантерз» Сэм Беннетт, укрепив своё лидерство в списке лучших снайперов. Третий период запомнился большим количеством потасовок и драк, на двоих команды заработали 122 минуты штрафа, причём в основном удалялись игроки «Эдмонтона». Результатом этих удалений стали два гола в большинстве хоккеистов «Флориды». Сначала шайбу в начале периода забросил защитник Аарон Экблад, в результате чего был заменён голкипер «Ойлерз», место Стюарта Скиннера в воротах занял Кэлвин Пикард. Окончательный счёт в матче, в формате пять на три, установил форвард «пантер» Эван Родригес. Итоговый счёт матча — 6:1 в пользу «Флориды» и 2:1 в серии в их пользу.

### Матч № 4
| 12 июня 20:00 | Флорида Пантерз | 4 : 5 (ОТ) (3:0, 0:3, 1:1, 0:1) | Эдмонтон Ойлерз | Эмерант Банк-арена Зрителей: 19 994 |

| Отчёт | Отчёт                                             | Отчёт | Отчёт                                                    | Отчёт                                                              |
| --- | ------------------------------------------------- | --- | -------------------------------------------------------- | ------------------------------------------------------------------ |
| |                                                   | |                                                          |                                                                    |
| | Сергей Бобровский                                 | Вратари | 00:00-20:00 — Стюарт Скиннер 20:00-71:18 — Кэлвин Пикард | Судьи: Жан Эбер Крис Руни Линейные судьи: Девин Берг Райан Гиббонс |
| | Голы:                                             | |                                                          | Судьи: Жан Эбер Крис Руни Линейные судьи: Девин Берг Райан Гиббонс |
| Мэттью Ткачук (бол.) — 11:40 (А. Барков) Мэттью Ткачук (бол.) — 16:56 (С. Райнхарт, А. Барков) Антон Лунделль — 19:18 (К. Верхеги, С. Райнхарт) Сэм Райнхарт — 59:40 (М. Ткачук, С. Беннетт) | 1 : 0 2 : 0 3 : 0 3 : 1 3 : 2 3 : 3 : 4 : 4 4 : 5 | 23:33 — Райан Нюджент-Хопкинс (бол.) (Л. Драйзайтль, К. Макдэвид) 32:47 — Дарнелл Нерс (М. Экхольм, А. Хенрик) 35:05 — Василий Подколзин (Д. Нерс, Л. Драйзайтль) 53:36 — Джейк Уолман (К. Капанен, Р. Нюджент-Хопкинс) 71:18 — Леон Драйзайтль (В. Подколзин, М. Экхольм) |                                                          | Судьи: Жан Эбер Крис Руни Линейные судьи: Девин Берг Райан Гиббонс |
| |                                                   | |                                                          | Судьи: Жан Эбер Крис Руни Линейные судьи: Девин Берг Райан Гиббонс |
| |                                                   | |                                                          | Судьи: Жан Эбер Крис Руни Линейные судьи: Девин Берг Райан Гиббонс |
| |                                                   | |                                                          | Судьи: Жан Эбер Крис Руни Линейные судьи: Девин Берг Райан Гиббонс |
| 8 мин | Штраф                                             | 8 мин |                                                          | Судьи: Жан Эбер Крис Руни Линейные судьи: Девин Берг Райан Гиббонс |
| |                                                   | |                                                          |                                                                    |
| | 40                                                | Броски | 35                                                       |                                                                    |

Счёт в матче в середине первого периода, играя в большинстве, в формате пять на три, открыл нападающий «Пантерз» Мэттью Ткачук. Он же, спустя пять минут, также в большинстве, удвоил преимущество «Флориды» в матче. Меньше чем за минуту до конца первого периода финский нападающий «пантер» Антон Лунделль сделал счёт 3:0. Тренерским штабом «Эдмонтона», после первого перерыва в матче, было принято решение поменять голкипера Стюарта Скиннера на Кэлвина Пикарда. На третьей минуты второго периода «Пантерз» получили удаление, на скамейку штрафников отправился лучший снайпер плей-офф Сэм Беннетт. Этим удалением удалось воспользоваться хоккеистам «Ойлерз», отставание в счёте до двух шайб сократил нападающий Райан Нюджент-Хопкинс. Спустя девять минут защитник «нефтяников» Дарнелл Нерс сократил отставание в счёте до одной шайбы, а ещё спустя три минуты «Эдмонтон» и вовсе сравнял счёт, отличился российский нападающий Василий Подколзин — 3:3. Во второй половине третьего периода хоккеистам «Ойлерз» удалось совершить «камбэк», гол забил защитник Джейк Уолман. Однако за несколько секунд до конца основного времени матча «Флорида» сравняла счёт благодаря усилиям нападающего Сэма Райнхарт и матч перешёл в овертайм, уже третий в текущей серии. В овертайме преимущество переходило от одной команды к другой, только за его первую половину, шайба дважды ударялась о каркас ворот, сначала «Флориды», потом «Эдмонтона». В конечном итоге хоккеисты «Ойлерз» поймали игроков «Пантерз» на неудачной смене, шайбу в ворота отправил немецкий нападающий Леон Драйзайтль, который забил уже четвёртую шайбу в овертайме в текущем розыгрыше плей-офф Кубка Стэнли. Забив четвёртый гол в овертайме, Драйзайтль установил рекорд по этому показателю за всю историю для одного розыгрыша плей-офф Кубка Стэнли. Итоговый счёт матча — 5:4 в пользу «Эдмонтона» и 2:2 в серии.

### Матч № 5
| 14 июня 20:00 | Эдмонтон Ойлерз | 2 : 5 (0:2, 0:0, 2:3) | Флорида Пантерз | Роджерс Плэйс Зрителей: 18 347 |

| Отчёт                                                                                      | Отчёт                                     | Отчёт | Отчёт             | Отчёт                                                                     |
| ------------------------------------------------------------------------------------------ | ----------------------------------------- | --- | ----------------- | ------------------------------------------------------------------------- |
|                                                                                            |                                           | |                   |                                                                           |
|                                                                                            | Кэлвин Пикард                             | Вратари | Сергей Бобровский | Судьи: Франсис Шаррон Уэс Макколи Линейные судьи: Скотт Черри Трент Кнорр |
|                                                                                            | Голы:                                     | |                   | Судьи: Франсис Шаррон Уэс Макколи Линейные судьи: Скотт Черри Трент Кнорр |
| Коннор Макдэвид — 47:24 (Э. Бушар, М. Экхольм) Кори Перри — 56:47 (Л. Драйзайтль, Д. Нерс) | 0 : 1 0 : 2 0 : 3 1 : 3 1 : 4 2 : 4 2 : 5 | 09:12 — Брэд Маршан (А. Лунделль) 18:06 — Сэм Беннетт (М. Ткачук) 45:12 — Брэд Маршан (Э. Луостаринен) 48:10 — Сэм Райнхарт (А. Барков) 58:41 — Ээту Луостаринен (п.в.) |                   | Судьи: Франсис Шаррон Уэс Макколи Линейные судьи: Скотт Черри Трент Кнорр |
|                                                                                            |                                           | |                   | Судьи: Франсис Шаррон Уэс Макколи Линейные судьи: Скотт Черри Трент Кнорр |
|                                                                                            |                                           | |                   | Судьи: Франсис Шаррон Уэс Макколи Линейные судьи: Скотт Черри Трент Кнорр |
|                                                                                            |                                           | |                   | Судьи: Франсис Шаррон Уэс Макколи Линейные судьи: Скотт Черри Трент Кнорр |
| 4 мин                                                                                      | Штраф                                     | 6 мин |                   | Судьи: Франсис Шаррон Уэс Макколи Линейные судьи: Скотт Черри Трент Кнорр |
|                                                                                            |                                           | |                   |                                                                           |
|                                                                                            | 21                                        | Броски | 19                |                                                                           |

Счёт в матче в середине первого периода открыл нападающий «Пантерз» Брэд Маршан. В конце первого периода лучший снайпер текущего розыгрыша плей-офф Сэм Беннетт удвоил преимущество «Флориды» в счёте. Второй периода матча прошёл без заброшенных шайб, в обоюдоострой борьбе. В начале третьего периода нападающий «пантер» Брэд Маршан сделал счёт 3:0, тем самым оформив дубль. Через две минуты капитан «Эдмонтона» вновь сократил отставание в счёте до двух шайб, но уже меньше чем через минуту Сэм Райнхарт вернул преимущество «Флориде» в три шайбы. За три минуты до конца основного времени матча ветеран «нефтяников» Кори Перри отыграл одну шайбу и сделал счёт 2:4, но больше у «Эдмонтона» забить не получилось. Более того, за полторы минуты до конца матча, нападающий «Пантерз» Ээту Луостаринен поставил точку в матче, отправив шайбу в пустые ворота «Ойлерз». Итоговый счёт матча — 5:2 в пользу «Флориды» и 3:2 в серии в их пользу.

### Матч № 6
| 17 июня 20:00 | Флорида Пантерз | 5 : 1 (2:0, 1:0, 2:1) | Эдмонтон Ойлерз | Эмерант Банк-арена Зрителей: 19 983 |

| Отчёт | Отчёт                               | Отчёт                                                   | Отчёт          | Отчёт                                                              |
| --- | ----------------------------------- | ------------------------------------------------------- | -------------- | ------------------------------------------------------------------ |
| |                                     |                                                         |                |                                                                    |
| | Сергей Бобровский                   | Вратари                                                 | Стюарт Скиннер | Судьи: Крис Руни Жан Эбер Линейные судьи: Девин Берг Райан Гиббонс |
| | Голы:                               |                                                         |                | Судьи: Крис Руни Жан Эбер Линейные судьи: Девин Берг Райан Гиббонс |
| Сэм Райнхарт — 04:36 Мэттью Ткачук — 19:13 (Э. Луостаринен, А. Лунделль) Сэм Райнхарт — 37:31 (А. Барков, К. Верхеги) Сэм Райнхарт (п.в.) — 53:26 (А. Барков, К. Верхеги) Сэм Райнхарт (п.в.) — 54:55 (К. Верхеги, А. Экблад) | 1 : 0 2 : 0 3 : 0 4 : 0 5 : 0 5 : 1 | 55:18 — Василий Подколзин (бол.) (Дж. Уолман, К. Браун) |                | Судьи: Крис Руни Жан Эбер Линейные судьи: Девин Берг Райан Гиббонс |
| |                                     |                                                         |                | Судьи: Крис Руни Жан Эбер Линейные судьи: Девин Берг Райан Гиббонс |
| |                                     |                                                         |                | Судьи: Крис Руни Жан Эбер Линейные судьи: Девин Берг Райан Гиббонс |
| |                                     |                                                         |                | Судьи: Крис Руни Жан Эбер Линейные судьи: Девин Берг Райан Гиббонс |
| 2 мин | Штраф                               | 12 мин                                                  |                | Судьи: Крис Руни Жан Эбер Линейные судьи: Девин Берг Райан Гиббонс |
| |                                     |                                                         |                |                                                                    |
| | 25                                  | Броски                                                  | 29             |                                                                    |

Счёт в матче на четвёртой минуте встречи открыл нападающий «Флориды» Сэм Райнхарт. В конце первого периода нападающий «Пантерз» Мэттью Ткачук удвоил преимущество, сделав счёт 2:0. Во втором периоде команда из штата Флорида продолжила увеличивать отставание «Ойлерз» в счёте. На седьмой минуте второго периода нападающий «пантер» Сэм Райнхарт забил третий гол. В третьем периоде, за семь минут до конца основного времени матча тренерский штаб нефтяников предпринял попытку спасти матч и снял вратаря, выпустив шестого полевого игрока. Однако это не помогло «Эдмонтону», всё тот же Сэм Райнхарт из «Пантерз» за полторы минуты забил ещё два гола в пустые ворота, тем самым оформив «покер». За пять минут до конца матча российский нападающий «нефтяников» Василий Подколзин отыграл одну шайбу, лишив голкипера «Флориды» Сергея Бобровского «сухаря», но эта шайба уже ничего не решала — итоговый счёт в матче 5:1 в пользу «Пантерз».
Хоккеисты «Флориды Пантерз» стали обладателями Кубка Стэнли второй год подряд. 
Обладателем «Конн Смайт Трофи» стал нападающий «Флориды Пантерз» Сэм Беннетт.

## Чемпион
| Обладатель Кубка Стэнли 2025 |
| ---------------------------- |
| Флорида Пантерз Второй титул |

## Составы команд
- Жирным цветом выделены года, в которые игроки становились обладателями Кубка Стэнли.

### «Эдмонтон Ойлерз»
| №          | Игрок                     | Страна                    | Хват    | Дата рождения   | Рост (см) | Вес (кг) | Участие в финале                      |
| Вратари    | Вратари                   | Вратари                   | Вратари | Вратари         | Вратари   | Вратари  | Вратари                               |
| ---------- | ------------------------- | ------------------------- | ------- | --------------- | --------- | -------- | ------------------------------------- |
| 30         | Кэлвин Пикард             | Канада                    | Левый   | 15 апреля 1992  | 185       | 95       | второе (2024)                         |
| 74         | Стюарт Скиннер            | Канада                    | Левый   | 1 ноября 1998   | 193       | 94       | второе (2024)                         |
| Защитники  |                           |                           |         |                 |           |          |                                       |
| 2          | Эван Бушар                | Канада                    | Правый  | 20 октября 1999 | 191       | 88       | второе (2024)                         |
| 14         | Маттиас Экхольм           | Швеция                    | Левый   | 24 мая 1990     | 192       | 98       | третье (2017, 2024)                   |
| 25         | Дарнелл Нерс — А          | Канада                    | Левый   | 4 февраля 1995  | 193       | 93       | второе (2024)                         |
| 27         | Бретт Кулак               | Канада                    | Левый   | 6 января 1994   | 188       | 86       | третье (2021, 2024)                   |
| 36         | Йон Клингберг             | Швеция                    | Правый  | 14 августа 1992 | 190       | 86       | второе (2020)                         |
| 51         | Трой Стечер               | Канада                    | Правый  | 7 апреля 1994   | 178       | 86       | первое                                |
| 96         | Джейк Уолман              | Канада                    | Левый   | 20 февраля 1996 | 188       | 98       | первое                                |
| Нападающие |                           |                           |         |                 |           |          |                                       |
| 13         | Маттиас Янмарк            | Швеция                    | Левый   | 8 декабря 1992  | 185       | 88       | третье (2020, 2024)                   |
| 18         | Зак Хайман                | Канада                    | Правый  | 9 июня 1992     | 185       | 97       | второе (2024)                         |
| 19         | Адам Хенрик               | Канада                    | Левый   | 6 февраля 1990  | 183       | 88       | третье (2012, 2024)                   |
| 21         | Трент Фредерик            | Соединённые Штаты Америки | Левый   | 11 февраля 1998 | 191       | 97       | первое                                |
| 28         | Коннор Браун              | Канада                    | Правый  | 14 января 1994  | 183       | 84       | второе (2024)                         |
| 29         | Леон Драйзайтль — А       | Германия                  | Левый   | 27 декабря 1995 | 189       | 98       | второе (2024)                         |
| 33         | Виктор Арвидссон          | Швеция                    | Правый  | 8 апреля 1993   | 176       | 82       | второе (2017)                         |
| 42         | Каспери Капанен           | Финляндия                 | Правый  | 23 июля 1996    | 185       | 85       | первое                                |
| 53         | Джефф Скиннер             | Канада                    | Левый   | 16 мая 1992     | 178       | 89       | первое                                |
| 90         | Кори Перри                | Канада                    | Правый  | 16 мая 1985     | 191       | 95       | шестое (2007, 2020, 2021, 2022, 2024) |
| 91         | Эвандер Кейн              | Канада                    | Левый   | 2 августа 1991  | 188       | 96       | второе (2024)                         |
| 92         | Василий Подколзин         | Россия                    | Левый   | 24 июня 2001    | 185       | 86       | первое                                |
| 93         | Райан Нюджент-Хопкинс — А | Канада                    | Левый   | 12 апреля 1993  | 184       | 86       | второе (2024)                         |
| 97         | Коннор Макдэвид — К       | Канада                    | Левый   | 13 января 1997  | 185       | 89       | второе (2024)                         |

### «Флорида Пантерз»
| №          | Игрок                | Страна                    | Хват    | Дата рождения    | Рост (см) | Вес (кг) | Участие в финале             |
| Вратари    | Вратари              | Вратари                   | Вратари | Вратари          | Вратари   | Вратари  | Вратари                      |
| ---------- | -------------------- | ------------------------- | ------- | ---------------- | --------- | -------- | ---------------------------- |
| 41         | Витек Ванечек        | Чехия                     | Левый   | 9 января 1996    | 185       | 82       | первое                       |
| 72         | Сергей Бобровский    | Россия                    | Левый   | 20 сентября 1988 | 188       | 83       | третье (2023, 2024)          |
| Защитники  |                      |                           |         |                  |           |          |                              |
| 3          | Сет Джонс            | Соединённые Штаты Америки | Правый  | 3 октября 1994   | 193       | 95       | первое                       |
| 5          | Аарон Экблад — А     | Канада                    | Правый  | 7 февраля 1996   | 193       | 98       | третье (2023, 2024)          |
| 7          | Дмитрий Куликов      | Россия                    | Правый  | 29 октября 1990  | 185       | 90       | второе (2024)                |
| 42         | Густав Форслинг      | Швеция                    | Левый   | 12 июня 1996     | 182       | 84       | третье (2023, 2024)          |
| 77         | Нико Миккола         | Финляндия                 | Левый   | 27 апреля 1996   | 193       | 94       | второе (2024)                |
| 88         | Нэйт Шмидт           | Соединённые Штаты Америки | Левый   | 16 июля 1991     | 183       | 87       | второе (2018)                |
| Нападающие |                      |                           |         |                  |           |          |                              |
| 9          | Сэм Беннетт          | Канада                    | Левый   | 20 июня 1996     | 185       | 91       | третье (2023, 2024)          |
| 10         | Эй Джей Грир         | Канада                    | Левый   | 14 декабря 1996  | 191       | 95       | первое                       |
| 12         | Джона Гаджович       | Канада                    | Левый   | 12 октября 1998  | 188       | 91       | второе (2024)                |
| 13         | Сэм Райнхарт         | Канада                    | Правый  | 6 ноября 1995    | 185       | 87       | третье (2023, 2024)          |
| 15         | Антон Лунделль       | Финляндия                 | Левый   | 3 октября 2001   | 185       | 84       | третье (2023, 2024)          |
| 16         | Александр Барков — К | Финляндия                 | Левый   | 2 сентября 1995  | 191       | 97       | третье (2023, 2024)          |
| 17         | Эван Родригес        | Канада                    | Правый  | 28 июля 1993     | 180       | 83       | второе (2024)                |
| 19         | Мэттью Ткачук — А    | Соединённые Штаты Америки | Левый   | 11 декабря 1997  | 188       | 92       | третье (2023, 2024)          |
| 23         | Картер Верхеги       | Канада                    | Правый  | 14 августа 1995  | 188       | 85       | четвёртое (2020, 2023, 2024) |
| 27         | Ээту Луостаринен     | Финляндия                 | Левый   | 2 сентября 1998  | 190       | 83       | второе (2024)                |
| 63         | Брэд Маршан          | Канада                    | Левый   | 11 мая 1988      | 175       | 80       | четвёртое (2011, 2013, 2019) |
| 70         | Йеспер Боквист       | Швеция                    | Левый   | 30 октября 1998  | 182       | 82       | первое                       |
| 92         | Томаш Носек          | Чехия                     | Левый   | 1 сентября 1992  | 191       | 95       | второе (2018)                |

## Обладатели Кубка Стэнли 2025

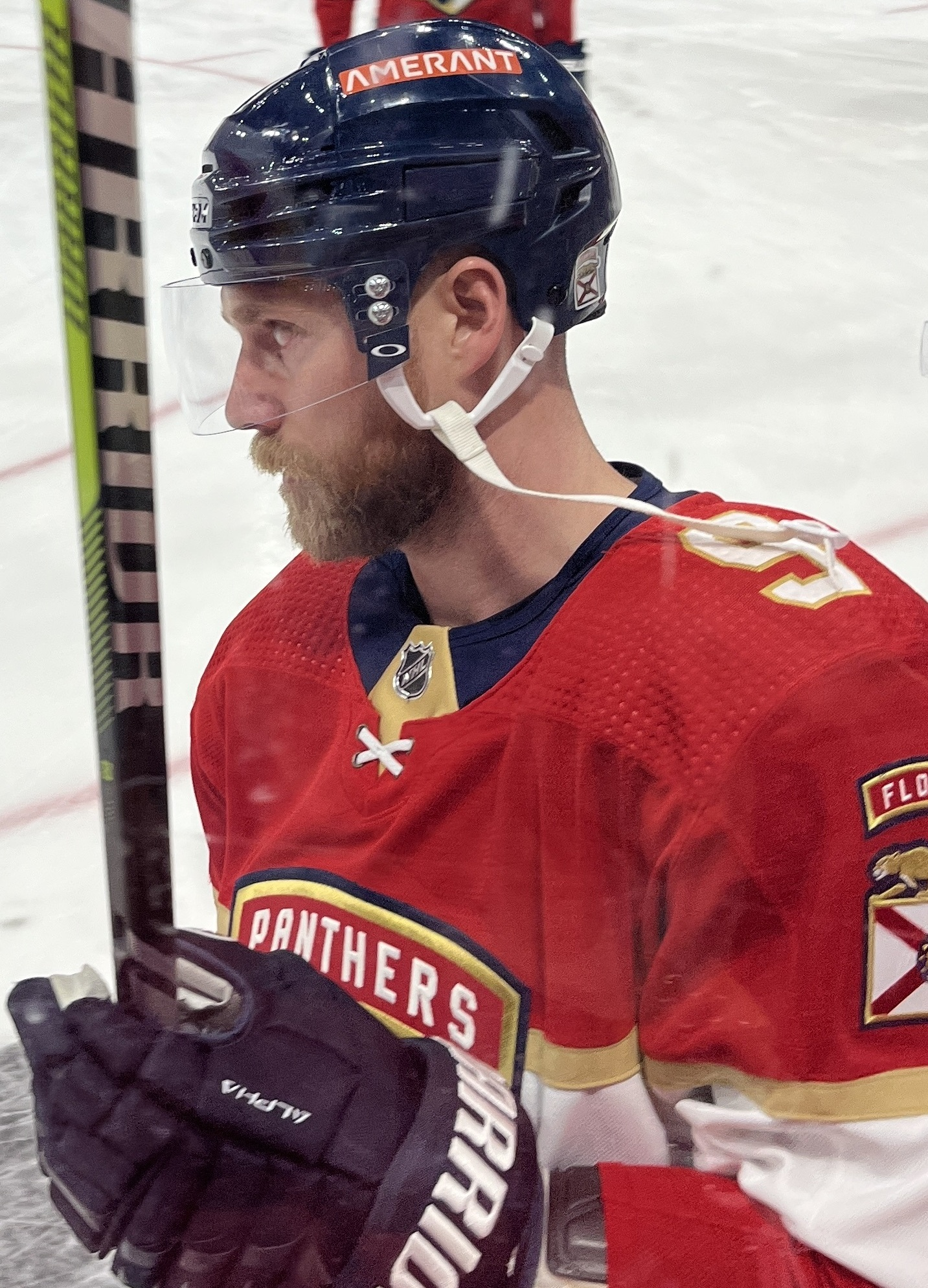
Нападающий «Флориды» Сэм Беннетт стал обладателем «Конн Смайт Трофи»

| Вратари: - 41 Витек Ванечек - 72 Сергей Бобровский | Защитники: - 3 Сет Джонс - 5 Аарон Экблад — А - 7 Дмитрий Куликов - 26 Увис Балинскис - 42 Густав Форслинг - 77 Нико Миккола - 88 Нэйт Шмидт | Крайние нападающие: - 10 Эй Джей Грир - 12 Джона Гаджович - 19 Мэттью Ткачук — А - 25 Маки Самоскевич - 63 Брэд Маршан - 92 Томаш Носек | Центральные нападающие: - 8 Нико Штурм - 9 Сэм Беннетт - 13 Сэм Райнхарт - 15 Антон Лунделль - 16 Александр Барков — К - 17 Эван Родригес - 23 Картер Верхеги - 27 Ээту Луостаринен - 70 Йеспер Боквист | Главный тренер: - Пол Морис Ассистенты: - Джейми Компон - Сильвен Лефебвр - Туомо Рууту - Майлз Фи Тренер вратарей: - Робб Таллас | Генеральный менеджер: - Билл Зито Владелец: - Винсент Виола |

### Комментарии
1. ↑  Не участвовал в матчах № 4, №5
2. ↑  Не участвовал в матчах № 1, № 2, № 3, №6
3. ↑  Не принимал участия в финальной серии из-за травмы
4. ↑  Не участвовал в матчах № 4, №6
5. ↑  Не участвовал в матче № 5
6. ↑  Не участвовал в матчах № 1, № 2, № 3
7. ↑  Не участвовал в матчах № 1, № 2
8. ↑  Является обладателем Кубка Стэнли 2024, в финальной серии на лёд не выходил
9. ↑  Не участвовал в матчах № 3, № 4, № 5, № 6
10. ↑  Провёл 76 матчей в регулярном чемпионате и 5 матчей в плей-офф
11. ↑  Провёл 72 матча в регулярном чемпионате и 4 матча в плей-офф
12. ↑  Провёл 15 матчей в регулярном чемпионате и 8 матчей в плей-офф